# Zeng Peiyan
Dans ce nom chinois, le nom de famille, Zeng, précède le nom personnel.
Pour les articles homonymes, voir Zeng.
Zeng Peiyan, né le 1er décembre 1938 à Shaoxing, a été vice-Premier ministre de la république populaire de Chine entre 2003 et 2008. Il est membre du conseil des affaires de l'État et du bureau politique. Il est ingénieur. Il est né en décembre 1938 à Shaoxing dans la province chinoise de Zhejiang.
Il est membre du 16e Politburo et du 17e.
Il préside le Centre chinois pour les échanges économiques internationaux, think tank fondé en 2009 pour promouvoir les recherches et les échanges économiques internationaux et de fournir des services de consultation.